# Norgesmesterskabet i boksning 1917
Norgesmesterskabet i boksning 1917 blev arrangeret af Christiania Turnforening
12-13. maj i Turnhallen, Kristiania.

## Medaljevindere

### Herrer
Kongepokalen kunne vindes i vægtklassen sværvægt og blev vundet af Georg Antonius Brustad.
| Vægtklasse:  | Guld:                           | Sølv:                    | Bronze:                  |
| Bantam       | Jarl Bruu, Ørnulf               | Ragnv. Olsen, BAK        | Bj. Bonde-Nilsen, Ørnulf |
| Fjervægt     | Haldor Johansen, Ørnulf         | Otto W. Larsen, Turnf.   | William Bartell, Ørnulf  |
| Letvægt      | Rolf Jacobsen, Turnf.           | Torbjørn Brustad, Turnf. | H. Selicowitz, Turnf.    |
| Mellemvægt A | Thorleif Julius Brustad, Turnf. | Johannes Røhme, Brage    | Toralf Johansen, Rollo   |
| Mellemvægt B | Ingen deltagelse                |                          |                          |
| Sværvægt     | Georg Antonius Brustad, Turnf.  |                          |                          |